# Fundación
Fundación – miasto w Kolumbii, w departamencie Magdalena.